# Институты языкознания
В СССР был создан ряд исследовательских институтов, занимавшихся проблемами языкознания. Кроме центральных институтов (таких как Институт языкознания, Институт русского языка, Институт славяноведения и балканистики, Институт востоковедения), в каждой союзной республике был создан свой языковедческий институт, специализирующийся на титульном языке данной республики (хотя разрабатывалась и общелингвистическая тематика); аналогичные институты были созданы и во многих автономных республиках.
В настоящее время большинство из бывших советских институтов языкознания продолжают свою работу.

## Институты языкознания по странам

### Россия
- Институт языкознания РАН
- Институт лингвистических исследований РАН
- Институт русского языка имени В. В. Виноградова РАН
- Институт славяноведения РАН
- Институт востоковедения РАН
- Институт восточных рукописей РАН
- Государственный институт русского языка имени А. С. Пушкина
- Институт филологии СО РАН
- Институт гуманитарных исследований и проблем малочисленных народов Севера СО РАН (Якутия)
- Институт истории, языка и литературы УНЦ РАН (Башкортостан)
- Институт языка, литературы и истории имени Г. Ибрагимова (Татарстан)
- Институт языка, литературы и искусства имени Гамзата Цадасы (Дагестан)
- Институт языка, литературы и истории КарНЦ РАН (Карелия)
- Институт языка, литературы и истории Коми НЦ УрО РАН (Республика Коми)
- Удмуртский институт истории, языка и литературы УрО РАН (Удмуртия)
- Калмыцкий институт гуманитарных исследований РАН (Калмыкия)
- Институт монголоведения, буддологии и тибетологии СО РАН (Бурятия)
- Институт алтаистики имени С. С. Суразакова (Республика Алтай)
- Хакасский научно-исследовательский институт языка, литературы и истории

### Азербайджан
- Институт языкознания имени Насими

### Армения
- Институт языка имени Р. Ачаряна[арм.]

### Белоруссия
- Институт языкознания имени Я. Коласа

### Грузия
- Институт языкознания имени Арнольда Чикобавы
- Абхазский институт гуманитарных исследований
- Юго-Осетинский научно-исследовательский институт

### Казахстан
- Институт языкознания имени Байтурсынова

### Корея
- Национальный институт корейского языка (кор. 국립국어원 / 國立國語院, Кунънип куговон) в Сеуле

### Кыргызстан
- Институт языка и литературы имени Ч. Т. Айтматова

### Латвия
- Институт латышского языка Латвийского университета[латыш.]

### Литва
- Институт литовского языка

### Молдова
- Институт румынской филологии имени Богдана Петричейку Хашдеу

### Таджикистан
- Институт языка и литературы имени А. Рудаки

### Туркменистан
- Институт языка и литературы имени Махтумкули

### Узбекистан
- Институт языка, литературы и фольклора имени Алишера Навои[узб.]
- Институт языка и литературы имени Нажима Давкараева (Каракалпакия)

### Украина
- Институт языкознания имени А. А. Потебни

### Эстония
- Институт эстонского языка

### Япония
- Государственный НИИ японского языка (яп. 国立国語研究所, Кокурицу кокуго кэнкю:дзё) в Токио